# 細川忠興

細川九曜

細川 忠興（ほそかわ ただおき） / 長岡 忠興（ながおか ただおき）は、戦国時代から江戸時代前期にかけての武将・大名。丹後国宮津城主を経て、豊前国小倉藩初代藩主。肥後細川家初代。
佐々木氏の支流の大原氏流細川氏の出身である。正室は明智光秀の娘の玉子（通称細川ガラシャ）。室町幕府15代将軍・足利義昭追放後は長岡氏を称し、その後は羽柴氏も称したが、大坂の陣後に細川氏へ復した。
足利義昭・織田信長・豊臣秀吉・徳川家康と、時の有力者に仕えて、現在まで続く肥後細川家の基礎を築いた。また幽斎の名で知られる父、細川藤孝と同じく、教養人・茶人としては細川三斎（ほそかわ さんさい）の名で知られ、利休七哲の一人に数えられる。茶道の流派三斎流の開祖である。

## 生涯

### 幼少期
永禄6年（1563年）11月13日、室町幕府13代将軍・足利義輝に仕える細川藤孝（幽斎）の長男として京都にて誕生。母は沼田光兼の女の麝香（のちの光寿院）。『寛政重修諸家譜』などによると生まれた直後に細川奥州家出身の外様衆・細川輝経の養子となり名跡を継いだとされるが、同時代史料からは確認が取れず、肥後細川氏に奥州家関連の文書も伝来していない。また忠興の幼名は藤孝と同じ熊千代である。
永禄の変の後、藤孝や明智光秀らは尾張国・美濃国の大名の織田信長を頼って義輝の弟の義昭を15代将軍に擁立したが、やがて信長と義昭が対立すると信長に臣従した。忠興は信長の嫡男の信忠に仕えた。

### 織田時代
天正5年（1577年）3月、15歳で紀州征伐に加わり初陣を飾る。10月に信長から離反した松永久秀の武将の森秀光が立て籠もる大和国片岡城を父やその僚友の明智光秀と共に落とし（信貴山城の戦い）、10月2日に信長直筆の感状を受けた。
天正6年（1578年）に元服。信忠より偏諱を受け、忠興と名乗った。また、同年8月には信長の仲介を受けて、光秀の三女の玉子（ガラシャ）と勝竜寺城で結婚する。主君信長の構想に基づく命令による婚姻であったことに特徴がある。
なお、信長が天正6年8月11日に明智光秀に出した判物があり（『細川家記』）、光秀の軍功を激賛、幽斎の文武兼備を称え、忠興の武門の棟梁としての器を褒めた内容で、それらの実績を信長が評価したうえで進めた政略結婚であったことが知られるが、ただ懸念されるのは、この判物の文体が拙劣であり、戦国期の書式と著しく異なっている。このことから偽作の可能性が高い古文書とされている。
天正7年（1579年）には信長の命を受けて、父や光秀と共に丹後国守護だった建部山城主一色義道を滅ぼした。
天正8年（1580年）、父の藤孝は功により丹後南半国の領主となる（北半国は一色満信の領国）。
天正9年（1581年）の京都御馬揃えにも若年ながら一色満信らとともに参加する。この際に信長が着た「蜀紅錦の小袖」は、忠興が京で探し求めて信長に献上したものだという（『信長公記』）。

### 本能寺の変
天正10年（1582年）6月、岳父の明智光秀が本能寺の変後、藤孝・忠興父子を味方に誘ったが、細川父子は信長の喪に服す事を表明し剃髪することで、これを拒否した上、玉子（忠興の正室で、光秀の娘）を丹後国の味土野（現在の京丹後市弥栄町須川付近）に幽閉した。幽閉されていた屋敷跡に「女城跡（御殿屋敷）」が現在も建っている。
これに対して、玉子は丹波国船井郡三戸野に滞在しており、丹後国の味土野幽閉説は史実としてはほとんど成立する余地がないとする反論がある。
細川父子に協力を断られたことは、光秀の滅亡を決定的にしたといわれ、光秀は13日に山崎の戦いで敗死している。このように本能寺の変において、速やかに剃髪して弔意をあらわし、光秀には与せずの姿勢を明確にしたため、忠興と同じく光秀の婿だった津田信澄とは異なり、光秀との内通を疑われ討伐されることもなかった。また忠興はこのとき、父が隠居したので領国である丹後南半国を譲られ、丹後宮津城主となった。
その後、次期天下人の地位を狙う羽柴秀吉に誼を通じ、同年9月には織田政権下では実父の藤孝の同僚であった北丹後の一色満信を殺した後一色家旧臣を攻め滅ぼし、秀吉から丹後全域の領有を許された（一色満信は山崎の戦いで秀吉に与せず、光秀側に付いていたため、秀吉にも敵対視されていた）。そして、北丹後の元一色方の諸城に軍勢を率いた重臣を派遣し、丹後一国の平定を成し遂げた。

### 豊臣政権下
天正12年（1584年）の小牧・長久手の戦いに参加し、天正13年（1585年）には従四位下・侍従に叙任し、秀吉から羽柴姓を与えられた。
その後も天正15年（1587年）の九州征伐、天正18年（1590年）の小田原征伐に従軍した。天正16年（1588年）、豊臣姓を下賜される。文禄元年（1592年）からの文禄の役では九番隊に属して上陸し、慶尚道などの制圧を担当した。10月には長谷川秀一らと第一次晋州城攻防戦に参加し、前哨戦で慶尚右兵使の柳崇仁を討ち取ったが、攻城戦で晋州城を落とすことは出来なかった。文禄2年（1593年）6月の第二次晋州城攻防戦にも参加して晋州城を陥落させた。
文禄4年（1595年）の秀次事件では、秀吉の甥の豊臣秀次に借金があったために秀吉に嫌疑をかけられたが松井康之が奔走し、金子を用立て秀吉に返納した。この時に金子用立てに力を貸したのが徳川家康である（『細川家記』『松井家譜』）。
慶長3年（1598年）8月に秀吉が死去すると、石田三成らと対立し、徳川家康に誼を通じた。慶長4年（1599年）には加藤清正・福島正則・加藤嘉明・浅野幸長・池田輝政・黒田長政らと共に三成を排斥した（七将襲撃事件）。
同年、豊臣家の大老の筆頭であった家康の推挙で、丹後12万石に加え豊後国杵築6万石が加増され、城代として重臣の松井康之・有吉立行を置いた。これにより、都合18万石の大名となった。

### 関ヶ原の戦い

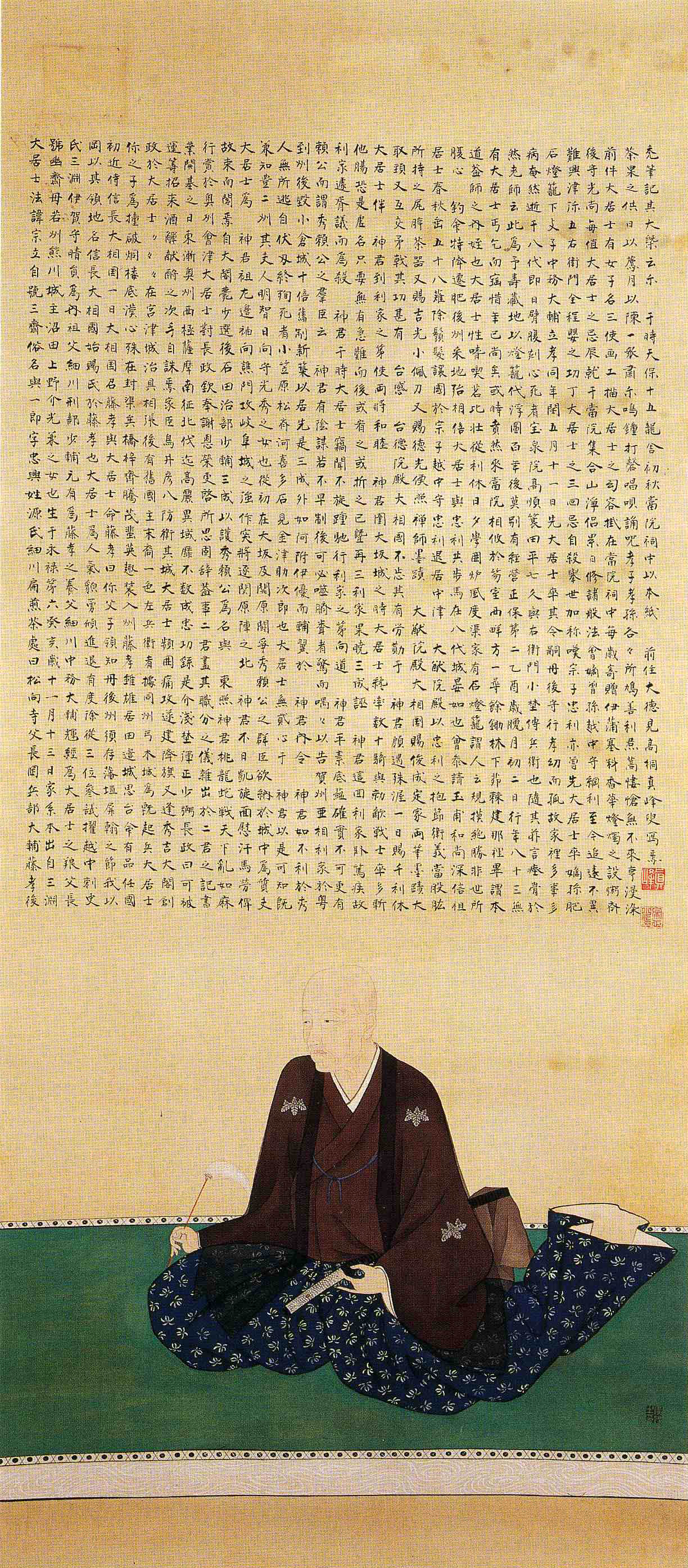
細川三斎画像

加賀征伐では早期に徳川方に立つ姿勢を示した。徳川家康はこの一件で前田系勢力を吸収し、徳川党はより強力となった。忠興は前田系勢力と徳川党の衝突を回避させただけでなく、徳川党が前田系勢力を従わせていく過程においても貢献している。
慶長5年（1600年）の関ヶ原の戦いでは東軍に与した。このとき、豊臣恩顧の有力大名である上、父と正室が在京していたため、その去就が注目されたが、東軍に入ることをいち早く表明したため、他の豊臣恩顧の大名に影響を与えたと言われている。
大坂城内の玉造の細川屋敷にいた妻の玉子（ガラシャ）は西軍石田三成の襲撃を受け、人質となることを拒み、自殺はキリスト教で禁じられているため、家老の小笠原秀清（少斎）がガラシャを介錯し、ガラシャの遺体が残らぬように屋敷に爆薬を仕掛け火を点けて自刃した。護衛であったはずの稲富祐直は包囲部隊に弟子が多数居た為逃げるように懇願され、ガラシャを置き去りにして逃亡した。忠興は後に追討をかけるが家康が家来として召し抱えたため断念した。また、この事件に際して忠興は嫡男の忠隆を廃嫡している。
また、弟の幸隆と父の幽斎は忠興の留守をよく守り、丹後田辺城に籠城したが（田辺城の戦い）、後陽成天皇からの勅命により関ヶ原の戦いの前に開城し、敵将の前田茂勝の丹波亀山城に入った。豊後国では飛び地の杵築の杵築城が旧領主（元豊後国主）である大友吉統に攻撃されたが、松井康之と有吉立行が防戦に尽くし、やがて救援に駆けつけた黒田如水により石垣原の戦いで吉統は打ち破られた。一方、松井康之の居城である久美浜城の留守を守っていた忠興のかつての養父の細川輝経は西軍の誘いを受けて久美浜城を占拠したが、合戦後に康之から問い詰められて自害したという。
9月15日の関ヶ原本戦で忠興は、黒田長政らと共に石田三成の本隊と戦闘となり、首級を136上げたとされる。

### 転封
徳川家康は重臣からの進言により但馬一国の加増は実行しなかったものの、慶長5年（1600年）の論功行賞で丹後12万石から豊前国中津33万9,000石に国替のうえ加増した。豊後杵築6万石は、そのまま細川領とされたので39万9,000石の大名となった。豊前国では前領主である黒田長政によって年貢が持ち去られており、返還をめぐって筑前商人を抑留するなど関係がこじれている。なお、長政が移った筑前国の年貢も小早川秀秋によって持ち去られている。慶長7年（1602年）より、小城であった小倉城を九州の要とすべく大規模改修に取り掛かる。
豊前拝領については、家康の口頭の指示のみで行われ、領知宛行状のような証明書は発給されなかった。これは当時の家康が豊臣秀頼の補佐であった手前、秀頼への配慮のためである。後年、三男の忠利が熊本藩に移封となった際、豊前拝領時に領知宛行状が発給された否か質問しており、忠興は「御書（領知宛行状）は出なかった。私だけに限らず、何れも同じ措置だった」と答え、忠興のみならず、関ヶ原合戦後の戦後処理に関する領知配分は、全て口頭指示で行われたと証言している。
その後中津城から完成した小倉城に藩庁を移し、小倉藩初代藩主となる。
また、幸隆を龍王城の城主として同じく弟の孝之を香春岳城の城主としてさらにまた重臣の松井康之を杵築城の城主として配し、領内の守りを固めた。

### 徳川時代
慶長16年（1611年）3月24日、伏見城の徳川家康のもとへ祗候するために上洛をした時に病に倒れた。この時、忠興に癪の持病があることを知っていた家康は、本多正純を通して漢方薬の万病円を忠興に遣わしており、快復した忠興がその日のうちに家康のもとに祗候し、礼を述べている。
慶長20年（1615年）の大坂夏の陣でも参戦する。戦後、松平の苗字の下賜を辞退する。元和6年（1620年）、病気のため、三男の忠利に家督を譲って隠居する。この頃、出家して三斎宗立と名乗った。
寛永9年（1632年）、忠利が豊前小倉40万石から肥後国熊本54万石の領主として加増・移封されると忠利に44万5,000石を残し、自らは八代城に入り、9万5,000石を隠居領とし北の丸を隠居所（本丸には忠興四男の立孝を入れる）とした。
この時、忠興に従って八代郡高田郷に移った上野喜蔵と長男の忠兵衛によって高田焼が創始された。
忠興は立孝に自分の隠居領9万5,000石を継がせて立藩させることを強く望んでいたようであるが、正保2年（1645年）閏5月に立孝が早世し、忠興も同年12月2日に死去したため、叶わなかった。臨終の際には「皆共が忠義　戦場が恋しきぞ」と述べており、最後まで武将としての心を忘れていなかった。享年83。
八代城には孫で立孝の子の宮松（行孝）が残されたが、従兄の熊本藩主光尚（忠利の子、忠興の嫡孫）はこれに宇土郡・益城郡内から3万石を与えて宇土支藩とし、筆頭家老の松井興長（長岡佐渡守、松井康之の次男）を八代城3万石の城主（正式には城代）とした。興長の跡は忠興の六男の寄之（よりゆき）がその養子となって嗣いでいる。

## 人物像

### 性格
家臣が記したと考えられる『茶道四祖伝書』の中で、「忠興は天下一気が短い人で、反対に気が長いのは蒲生氏郷である」と書かれている。また光秀から丹波平定の際に「降伏してくる者を無闇に殺してはならぬ」と諭されている。
足利将軍家、織田氏、豊臣氏、徳川氏と多くの主君に仕えながら細川氏を生き延びさせた政治手腕の反面、身内の者にも容赦を加えない苛烈な側面もあり、関ヶ原の合戦中、父の幽斎が居城を敵に明け渡した（詳細は田辺城の戦いの項を参照）ことから一時不和になっている。また、弟の興元とも不仲であった。
丹後攻略戦では、同じ足利一門である一色氏を騙し討ちにした末、敗残兵を皆殺しにするなど残忍な手法も取った。一色義定に嫁いでいた忠興の妹の伊也はそのことを恨み、戦後に兄に斬りかかったという逸話が存在する。
以上のように短気であったとされる忠興であるが、晩年は角が取れて丸くなったという。徳川秀忠から天下の政務について問われると「角なる物に丸い蓋をしたようになされませ」と答えた。さらに秀忠が「どんな人物を登用するのがよいか」と尋ねると「明石の浦の蠣殻のような人がよいでしょう（明石の潮の流れは激しいが、その潮にもまれた蠣は味がいいから、人も人にもまれた者こそよき人柄になる）」と答えたという。
情報戦にも長けていたが、その背景には後述のように当代一流の文化人の一人として、数多くの文化人や大名、公卿たちとの交流が盛んだったという事情があり、土井利勝や遠戚関係にあった春日局などを通して多くの情報を得ていたとされる。また隠居後も、忠利と交互に国許と江戸を行き来しており、忠利とは書状で頻繁に連絡を取っていた。ちなみに、忠興が生涯で書いた手紙の枚数は、『大日本近世史料 細川家史料』の成果によると慶長期の書状は少ないが、その後に急増して合計1820通で、そのほとんどが忠利宛てのものである。

### 文化人として
父と同じ教養人でもあり、和歌や能楽、絵画にも通じた文化人であった。『細川三斎茶書』という著書を残している。千利休に師事し、利休に最も気に入られていた弟子で、利休七哲の一人に数えられる。利休が切腹を命じられたとき、利休にゆかりのある諸大名の中で見舞いに行った者は、忠興と古田織部だけであったとされる。北野大茶湯の折には松向庵という名の茶席を設け、それに由来して後年「松向殿」と呼ばれることもあった。
また、忠興は、キリスト教の改宗はしなかったが、南蛮文化に興味が深かったらしく、発布した書状の中に「tadauoqui」と記された印を使うことがあった。「オ（あるいはヲ）」を「uo」、「キ」を「qui」と記すのは、当時の日葡辞書にて頻繁に確認できるイエズス会の表記法である。

### 医学への造詣
徳川家康が製剤させた漢方薬の紫雪に関心を持ち、江戸に詰めていた忠利に頼んで薬能書付きのこれの製法を入手し、玉弥というお抱え医師の指導のもと、自ら製剤している。
脈の結滞を心配する息子の細川忠利の症状を癪か痰が原因と判断し、命に別状はないから心配はないと書状を送っている。つまり自己の体験をもとに、そうであれば生命に差し障りのないことなので、心配のないことと説いたのである。
徳川秀忠が胸部の表皮に固まりができ、身体のほうぼうに移動するという病にかかり、万病円で回復した時に、忠興は薬も灸も効果がなく万病円で回復したのは寸白（寄生虫）が原因と断じている。この忠興の予知は秀忠の治療に専念していた幕府の医師衆が同様の結論を出す5ヶ月以上も前のことであった。
食事のあり方にも心しており、偏食を嫌い、その弊害を重視している。息子の忠利にバランスのとれた食事をとるように諌めた書状を送っている。実際に忠利が病にかかった時には、同じ物をたくさん食べないように念を押して忠告し、鶏卵が痰によくないこと、疱瘡に鮑が大毒であることを指摘している。

### 武具への造詣

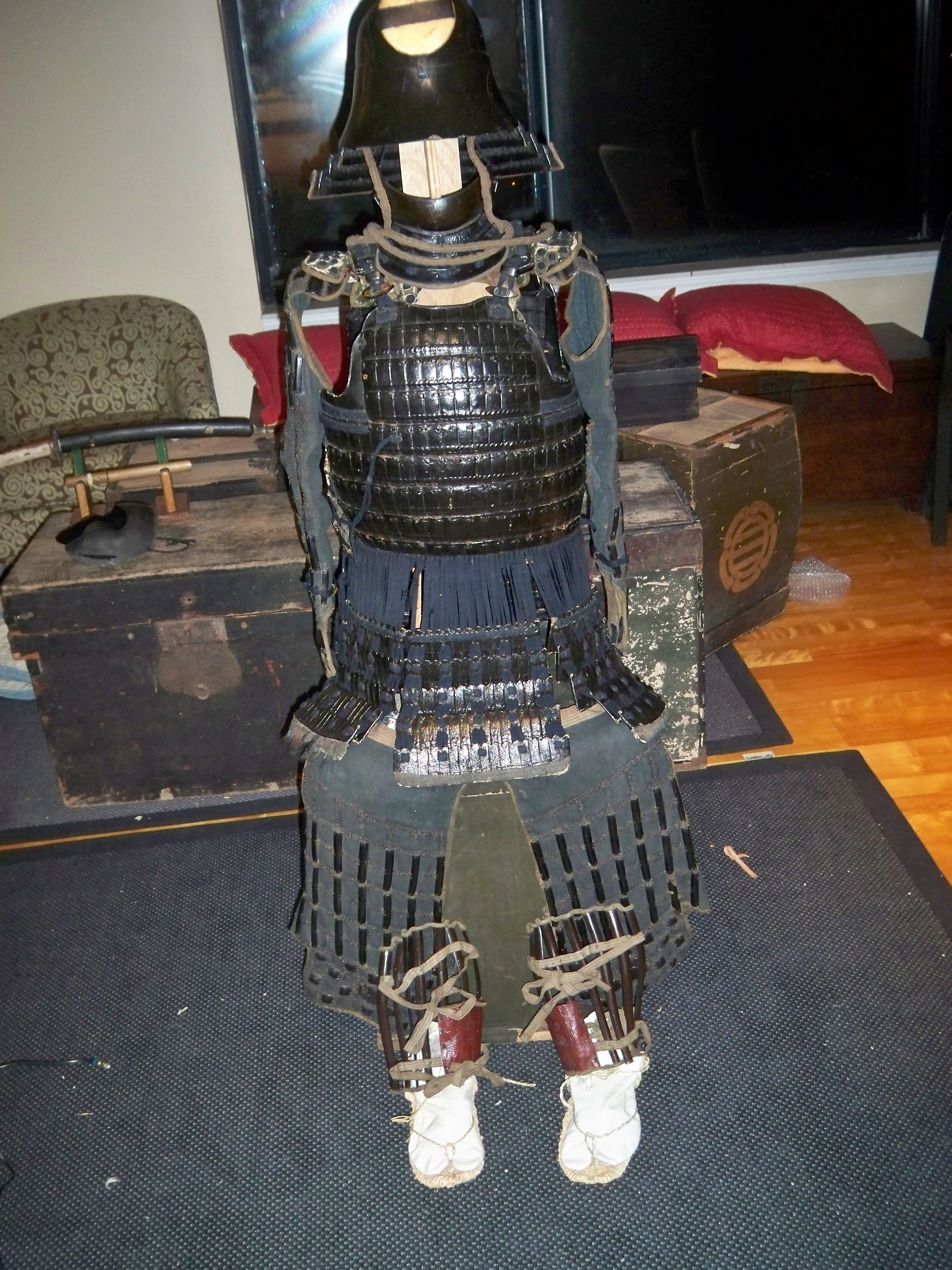
越中具足の一例

幾多の合戦に従軍した忠興は自身の使用する武具にも深い関心を示し、独自の考案を凝らしたが、特に打刀の拵（外装）では「肥後拵」と呼ばれる様式を、甲冑においては「越中具足」（「越中流具足」ないし「三斎流具足」とも）と称される形式を確立したことで知られる。
肥後拵は忠興が修めていた片山伯耆流居合術の刀法に適するように工夫されており、刀身と柄を短めに仕立て、片手での抜き打ちを志向している点や、鞘や金具の装飾にも茶道のわび・さびの感覚が反映されている点が大きな特徴である。また、忠興に召し抱えられて鍔など刀装具の製作に当たった林又七、西垣勘四郎、平田彦三、志水甚五といった金工家の家系は「肥後金工」として幕末まで熊本藩内で続いた。忠興自身が所用した肥後拵の例としては、「信長拵」や「歌仙拵」などが愛刀家の間で著名である。
越中具足もまた、忠興が実戦での経験を踏まえて、家臣の西村与左衛門、春田又左衛門と協力して考案・製作した、機能性に富んだ簡素な構造の当世具足のスタイルである。特に忠興が関ヶ原の戦いで使用したもの（黒糸威二枚胴具足）は勝利を収めた際の着料ということから「御吉例の甲冑」として細川家中で尊ばれ、以後、越中具足は歴代の熊本藩主や藩士の甲冑に踏襲された。

### 夫婦仲・家族に対して
正室の玉子への愛情は深く、その父・明智光秀が本能寺の変を起こしたときも離縁せずに、幽閉して累の及ぶのを避けている。『フロイス日本史』によると島津攻めから帰還すると忠興は以前よりも残忍で悪辣な異教徒になったとされ、キリシタンの乳母のごく些細な過ちに対して、鼻と耳をそぎ、追い出したとされる。このような状況下で玉子は離婚を考え始める。朝鮮出兵中、忠興は玉子に何通もの手紙を書いているが、その内容は「秀吉の誘惑に乗らないように」というものだったという。
次男の興秋が大坂の陣で豊臣方に協力したため、戦後に忠興は自害させた。家康は伏見に潜伏している興秋を許そうとしたが、忠興は自らの意思で切腹を命じたとされる。
後継者の三男・忠利に対して「家中の者どもは将棋の駒と思え。将棋の駒にはそれぞれの働きがある。桂馬は頭に歩をつかれると、取ることも逃れることもできない駒だが、一枚隔て筋違飛びの働きをする。それは飛車も角も及ばぬものだ。人もこのように、一つの役目では不調法でも、他のことで役立つことがある。何もかも、ただ一人でできる者は百人いてもおらぬものだ。主君たる者は、このことを心得ておくべきである」と訓戒している（『名将言行録』）。

## 系譜
- 正室：細川ガラシャ - 明智光秀三女
  - 長女：長（蝶、前野景定室、1579年 - 1603年）
  - 長男：細川忠隆  → 細川（長岡）内膳家（1580年 - 1646年）
  - 次男：細川興秋（細川興元養子、1583年 - 1615年）
  - 三男：細川忠利 → 熊本藩細川家（1586年 - 1641年）
  - 三女：多羅（稲葉一通室、1588年 - 1615年）
- 側室：藤（松の丸） - 郡宗保娘
  - 次女：古保（松井興長室、恵妙院、1585年 - 1658年、夫が手を付けた女中を吊るし火箸で刺し殺したという逸話を持つ）
- 側室：小也（明智氏）
  - 四女：万（烏丸光賢室、1598年 - 1665年）
- 側室：幾知（円通院） - 清田鎮乗娘
  - 四男：細川立孝 →宇土藩細川家（1615年 - 1645年）
  - 五男：細川興孝 → 細川（長岡）刑部家（1617年 - 1679年）
- 側室：才（真下元重の娘、後に長岡延元に嫁ぐ）
  - 六男：松井寄之（まつい よりゆき、松井（長岡）興長養子）

玉子（ガラシャ）との間には3男2女が生まれているが、跡を継いだ忠利は三男である。忠利は関ヶ原の戦いに前後して、江戸に人質に出ており、その際に徳川秀忠やその家臣たちと親交を深めていたことも、嫡子として選ばれる際に有利に働いた。しばらくは忠利の子孫が嫡流家として続いたが、若くして死去した熊本藩7代藩主・細川治年には男子がおらず、養子入りして嫡流家（熊本藩主家）を継いで熊本藩8代藩主となった細川斉茲は忠利の異母弟（忠興の四男）立孝の系統である支藩宇土藩からの養子である。従って斉茲の子孫となるそれ以後の熊本藩主やその子孫である細川護熙は、ガラシャの血をひく忠利の男系直系子孫ではない。なおガラシャとの間に生まれた多羅は稲葉一通の正室となり、その子孫は仁孝天皇に繋がる。
- 明智光秀 - 珠（細川ガラシャ）（細川忠興室） - 多羅（稲葉一通室） - 信通 - 知通 - 恒通 - 女（勧修寺顕道室） - 経逸 - 婧子（光格天皇典侍） - 仁孝天皇 - 孝明天皇 - 明治天皇 - 大正天皇 - 昭和天皇 -
- 明智光秀 - 珠（細川ガラシャ）（細川忠興室） - 忠隆（長岡休無） - 徳（西園寺実晴室） - 公満 - 女（久我通名室） - 広幡豊忠 - 女（正親町実連室） - 公明 - 実光 - 雅子（仁孝天皇典侍） - 孝明天皇 -

忠興の跡を忠利が継いだのは、長男の忠隆が廃嫡されたからである。忠隆の正室の千世は前田利家の娘であったが、関ヶ原の戦いの際にガラシャが大坂屋敷で自害した際に千世は脱出して生き延びていた。忠興はこれを咎め、千世を離縁して前田家と縁を切るよう忠隆に命じた。しかし忠隆は千世を庇い、離縁を承知しなかったため、忠興は忠隆を追放・廃嫡とした。そのため後に、忠隆は千世と長男を連れ、祖父である幽斎を頼って京都で隠居した。
次男の興秋は、一時叔父の興元の養子に出されていた背景もあって、やはり嫡子とされなかった。これに不満を抱いた興秋は慶長10年（1605年）、忠利に代わって江戸への人質に出される途中で細川家から出奔した。その後、元和元年（1615年）の大坂夏の陣で豊臣方に与したため、戦後に父の命を受けて自害を余儀なくされている。

## 主な家臣
- 松井康之
- 有吉立行
- 沢村大学
- 小笠原秀清（少斎）
- 川北一成
- 魚住昌永
- 沼田延元
- 米田是政
- 加賀山興良（隼人）
- 稲富祐直
- 長岡是季